# Luena (Angola)
Luena (auch Lwena) ist eine Stadt im Osten Angolas. Zur Zeit der portugiesischen Kolonialherrschaft bis 1975 hieß der Ort Vila Luso oder kurz Luso. Er ist Hauptstadt der Provinz Moxico und Sitz des Bistums Luena.

## Klima
Luena hat ein warm gemäßigtes Klima. Der Winter ist deutlich trockener als der Sommer. Die Luftfeuchtigkeit ist im Sommer relativ hoch.
|                        | Jan  | Feb  | Mär  | Apr  | Mai  | Jun  | Jul  | Aug | Sep  | Okt  | Nov  | Dez  |   |      |
| Mittl. Temperatur (°C) | 21,6 | 21,6 | 21,4 | 21,4 | 19,3 | 17,2 | 17,4 | 20  | 22,6 | 22,7 | 21,7 | 21,5 | ⌀ | 20,7 |
| Mittl. Tagesmax. (°C)  | 26,9 | 27,1 | 26,0 | 27,6 | 27,3 | 25,9 | 26,3 | 29  | 30,9 | 29,6 | 27,4 | 26,9 | ⌀ | 27,6 |
| Mittl. Tagesmin. (°C)  | 16,4 | 16,2 | 16   | 15,2 | 11,4 | 8,5  | 8,5  | 11  | 14,3 | 15,9 | 16   | 16,2 | ⌀ | 13,8 |
|                        |      |      |      |      |      |      |      |     |      |      |      |      |   |      |
| Niederschlag (mm)      | 215  | 180  | 209  | 110  | 6    | 0    | 0    | 1   | 23   | 100  | 178  | 231  | Σ | 1253 |
|                        |      |      |      |      |      |      |      |     |      |      |      |      |   |      |
| Regentage (d)          | 29   | 28   | 23   | 17   | 1    | 0    | 0    | 0   | 4    | 15   | 23   | 30   | Σ | 170  |
|                        |      |      |      |      |      |      |      |     |      |      |      |      |   |      |
| Luftfeuchtigkeit (%)   | 87   | 85   | 81   | 76   | 57   | 45   | 41   | 26  | 29   | 43   | 64   | 82   | ⌀ | 59,5 |

| 16,4 |

| 16,2 |

| 16 |

| 15,2 |

| 11,4 |

| 8,5 |

| 8,5 |

| 11 |

| 14,3 |

| 15,9 |

| 16 |

| 16,2 |

| 16,4 |

| 16,2 |

| 16 |

| 15,2 |

| 11,4 |

| 8,5 |

| 8,5 |

| 11 |

| 14,3 |

| 15,9 |

| 16 |

| 16,2 |

## Geschichte
Der alte Soba (dt. etwa: Häuptling) Moxico hatte hier seinen Wohnsitz, als die Expedition der portugiesischen Afrikareisenden Serpa Pinto und Silva Porto 1894/95 hier eintraf. Sie errichtete hier eine erste Festung. Aufgrund der Erkenntnisse der Expedition wurde am 15. September 1917 der Distrikt Moxico eingerichtet, benannt nach dem lokalen Regenten. Der Expeditionsleutnant Trigo Teixeira richtete hier 1918 die erste Distriktverwaltung ein. Der erste Gouverneur Moxicos, Dr. António de Almeida, ließ 20 km nördlich des Ortes, zwischen den Flüssen Luena und Lumege gelegen, die neue Distrikthauptstadt errichten. Er nannte sie „Moxico Novo“ (Neues Moxico). 1922 bereiste General Norton de Matos als Hochkommissar Angolas erstmals Moxico Novo. Danach machte er den wachsenden Ort zur Kleinstadt (Vila) und nannte ihn „Vila Luso“, in Anlehnung an den portugiesischen Ort Luso. Am 18. Mai 1956 wurde Luso zur Stadt (Cidade) erhoben. Nach der Erlangung der Unabhängigkeit Angolas 1975 legte die Stadt ihren portugiesischen Ortsnamen ab und trägt seither den Namen des nahen Flusses Luena. Nach diesem wird auch das Volk der Luvale in Angola Luena genannt.
Am 4. April 2002 unterzeichneten die angolanische Regierung und die Rebellen der UNITA hier das Luena Memorandum of Understanding, durch das der seit 1975 andauernde Bürgerkrieg in Angola beendet wurde. Kurz zuvor war der Rebellenführer Jonas Savimbi unweit von Luena ermordet worden.

## Verwaltung

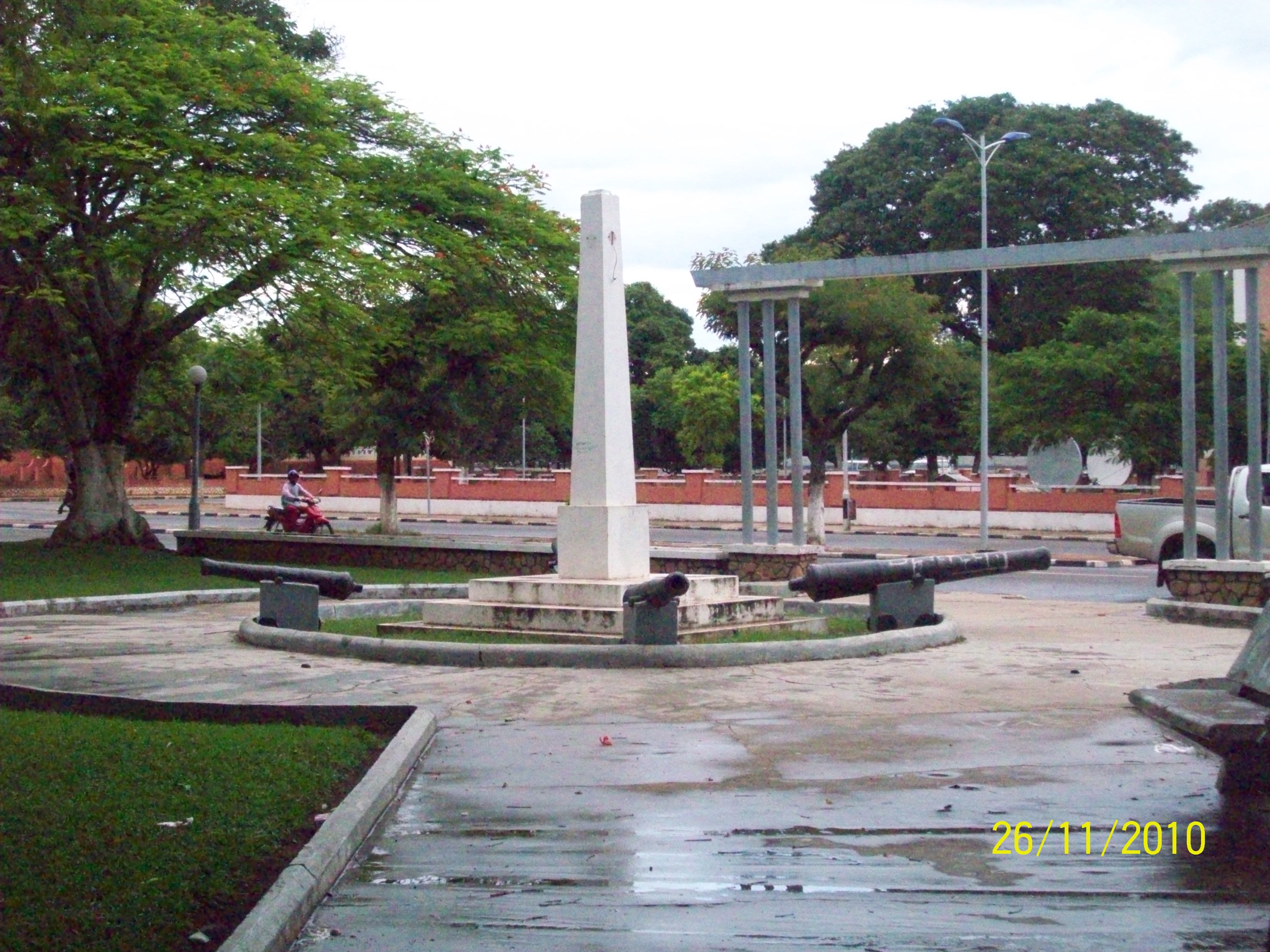
Platz vor dem Gouverneurspalast in Luena

### Der Kreis
Luena ist Sitz eines gleichnamigen Kreises (Município) in der Provinz Moxico.
Der Kreis Luena setzt sich aus vier Gemeinden (Comunas) zusammen:
- Cangumbe-Kachipoque
- Lucusse
- Luena
- Lutuai (auch Muangai)

Das Stadtgebiet Luenas, in der Gemeinde Luena, ist durch rückkehrende Bürgerkriegsflüchtlinge stark gewachsen. Das überwiegend unkontrollierte Wachstum brachte eine Reihe neuer Stadtviertel hervor. Zu nennen sind hier Nzaji, Saidy – Mingas Popular, Mandembué, Zorrô, Santa Rosa, Sinai – Velho, Aço und Kapango, u. a.

### Einwohnerzahl
Schätzungen über die Einwohnerzahl Luenas variierten lange zwischen 60.000 und 200.000 Menschen, Bevölkerungsstatistik.de gibt für 2010 gar 85.000 an. Eine unbekannte Zahl von Binnenvertriebenen (30.000 bis 60.000) floh vor dem Bürgerkrieg in Angola nach Luena.
Zuletzt ist die Bevölkerungszahl durch den massiven Zuzug von rückkehrenden Bürgerkriegsflüchtlingen weiter stark gestiegen. Die Staatliche Nachrichtenagentur ANGOP gab zuletzt 456.000 Einwohner für den Kreis an. Die Volkszählung 2014 ergab für das Município 357.413 Einwohner. Die Schätzung für 2019 beträgt rund 415.000.

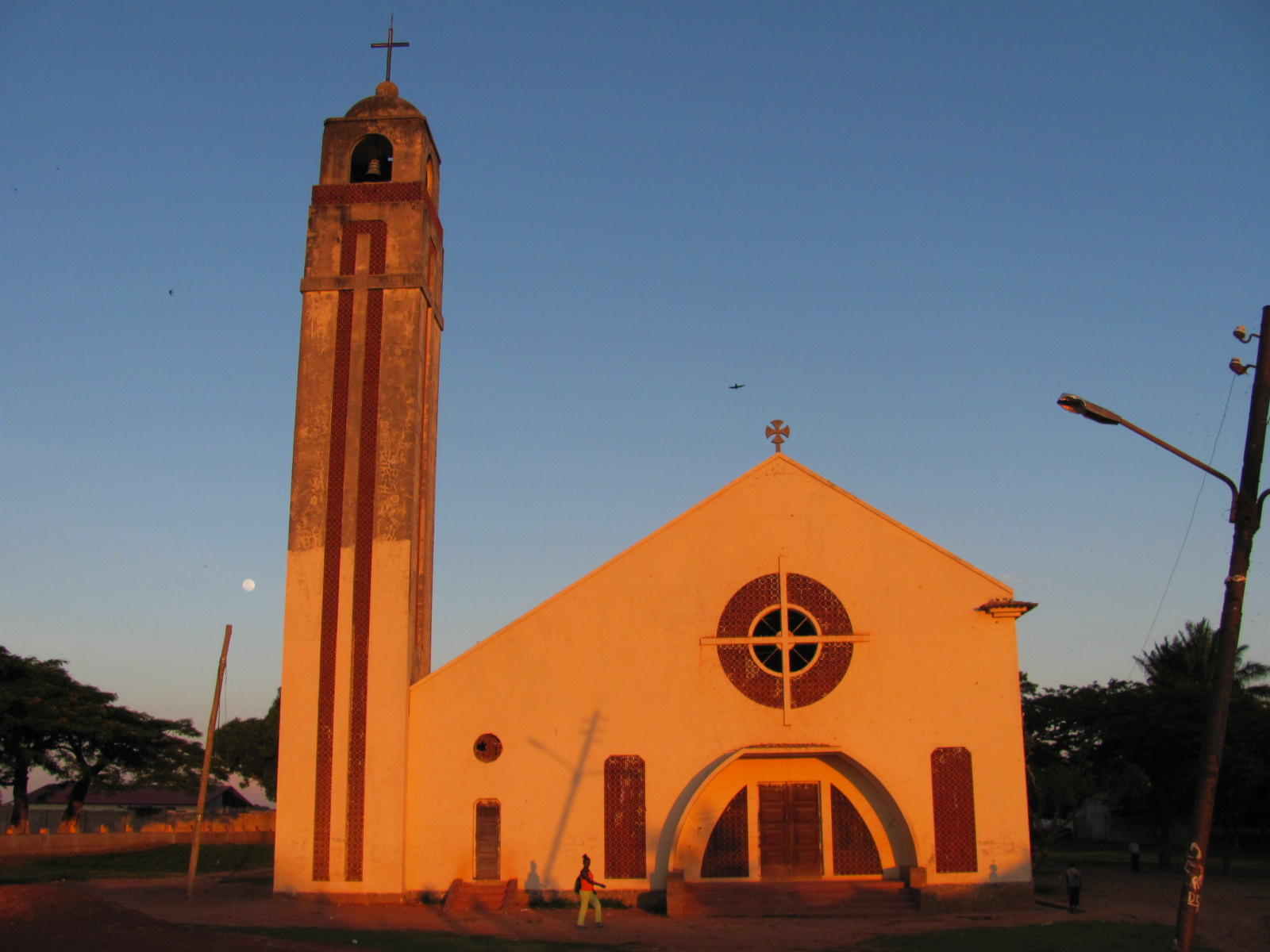
Die Kirche Igreja Sacalumbo Nossa Senhora das Vitórias do Luena

## Sehenswürdigkeiten und Kultur
Luena verfügt über wenige Sehenswürdigkeiten, darunter die Hauptkirche Igreja Nossa Senhora das Vitórias (dt.: Kirche Unserer Lieben Frau der Siege). Im September finden in den ländlichen Ortschaften der Umgebungen zahlreiche Feste statt, anlässlich der Beschneidungen der heranwachsenden männlichen Jugendlichen.
In der schachbrettartig angelegten Stadt wurde zum Gedenken an das hier ausgehandelte Ende des Bürgerkriegs ein Denkmal errichtet. Der zuvor nahe Luena ermordete Rebellenführer Jonas Savimbi ist auf dem zentralen Friedhof (cemitério central) der Stadt begraben.
Außerhalb der Stadt liegt das geschützte Waldgebiet Reserva Florestal do Luena, das jedoch durch das zuletzt starke Wachstum der Stadt bedroht ist.

### Parque Nacional da Cameia
Der Cameia-Nationalpark besteht überwiegend aus Feuchtgebieten und wurde 1935 zunächst als geschütztes Jagdrevier ausgewiesen, bevor er 1957 zum Nationalpark erklärt wurde. Mit einer Fläche von 14.450 km² ist er einer der größten der neun offiziellen Nationalparks in Angola.
Der Park ist im Osten durch den Sambesi, im Süden durch den Luena, und im Westen und Norden durch die Benguelabahn begrenzt. Die wichtigsten Säugetiere des Parks sind das Gnu, die Leierantilope (Tsebesse), der Letschwe (Lechwe), der Riedbock (Chango), das Wüstenwarzenschwein (Javali), der Löwe (Leão) und andere Raubkatzen.

## Sport
Der 1983 gegründete Fußballverein Bravos do Maquis spielt in der höchsten angolanischen Spielklasse, der Profiliga Girabola. Er empfängt seine Gäste im 4300 Zuschauer fassenden Stadion Estádio Comandante Jones Kufuna Yembe – Mundunduleno, auch Estádio do Luena genannt. Dort zuhause ist auch der Fußballverein Juventude de Moxico. Er spielte 2007 eine Saison im Girabola.

## Verkehr

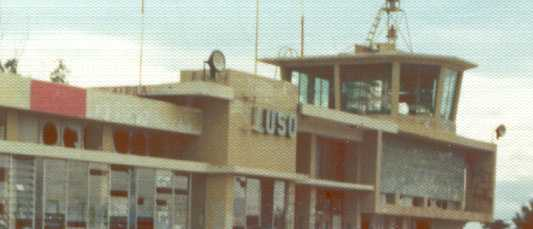
Flughafengebäude des damaligen Luso, 1975

Luena liegt an der Benguelabahn zwischen Huambo und Luau nahe der Grenze zum Kongo. Die wichtigste Straßenverbindung ist die Überlandstraße nach Kuito im Westen und nach Luau im Osten. Sie gehört zu den noch nicht neugebauten Verbindungsstraßen im Land und ist in ausgesprochen schlechtem Zustand (Stand 2012). Daher sind von Kuito nur wenige Transportmöglichkeiten vorhanden, die sich auf Motorradtaxis (Motos), schwere Geländewagen und die KAMAZ-Lkw beschränken, und verhältnismäßig teuer sind. Der Flughafen Luena verfügt u. a. über tägliche Verbindungen in die Hauptstadt Luanda, er hat den IATA-Flughafencode LUO und den ICAO-Flugplatzcode FNUE.

## Söhne und Töchter der Stadt
- Henrique Nascimento Rodrigues (1940–2010), portugiesischer Jurist und Politiker, Arbeitsminister 1981
- Luísa Coelho (* 1954), portugiesische Sprachwissenschaftlerin und Schriftstellerin
- Luis Quintais (* 1968), portugiesischer Anthropologe und Lyriker